# Persone di cognome Watanabe
| Questa pagina contiene informazioni ricavate automaticamente dalle voci biografiche con l'ausilio del template Bio e di un bot. L'aggiornamento è periodico e automatico e ricostruisce completamente la pagina. Se manca una persona in questa lista, sei pregato di non aggiungerla, ma accertati piuttosto che la sua voce biografica contenga il template Bio e che i dati anagrafici siano correttamente compilati. Se il template Bio manca, inseriscilo tu stesso o, in alternativa, metti l'avviso {{tmp\|Bio}} che ne segnala la mancanza. Se i dati riportati sono sbagliati, correggi direttamente la voce biografica; le modifiche saranno visibili in questa lista entro pochi giorni. Per chiarimenti vedi il progetto antroponimi. La lista contiene solo le 73 persone che sono citate nell'enciclopedia e per le quali è stato implementato correttamente il template Bio. Pagina aggiornata al 24 mar 2025. |

Questa è una lista di persone presenti nell'enciclopedia che hanno il cognome Watanabe, suddivise per attività principale.

## Allenatori di calcio(2)
- Masashi Watanabe, allenatore di calcio e calciatore giapponese (Hiroshima, n. 1936 - † 1995)
- Susumu Watanabe, allenatore di calcio e ex calciatore giapponese (Hinode, n. 1973)

## Animatori(1)
- Takashi Watanabe, animatore e character designer giapponese (n. 1957)

## Attori(3)
- Gedde Watanabe, attore statunitense (Ogden, n. 1955)
- Ikkei Watanabe, attore giapponese (Toyokawa, n. 1962)
- Ken Watanabe, attore e doppiatore giapponese (Koide, n. 1959)

## Attrici(3)
- Naomi Watanabe, attrice, comica e stilista giapponese (Nuova Taipei, n. 1987)
- Natsuna Watanabe, attrice, doppiatrice e ex modella giapponese (Saitama, n. 1989)
- Noriko Watanabe, attrice e compositrice giapponese (Prefettura di Ōita, n. 1965)

## Calciatori(16)
- Daigō Watanabe, ex calciatore giapponese (Nagasaki, n. 1984)
- Hidemaro Watanabe, calciatore giapponese (Prefettura di Hiroshima, n. 1924 - † 2011)
- Hirofumi Watanabe, ex calciatore giapponese (Nagai, n. 1987)
- Ippei Watanabe, ex calciatore giapponese (Prefettura di Aichi, n. 1969)
- Jun'ichi Watanabe, ex calciatore giapponese (Tokyo, n. 1973)
- Kazuma Watanabe, calciatore giapponese (Kunimi, n. 1986)
- Kōdai Watanabe, calciatore giapponese (Chiba, n. 1986)
- Kōta Watanabe, calciatore giapponese (Kawasaki, n. 1998)
- Mitsuo Watanabe, ex calciatore giapponese (Prefettura di Tochigi, n. 1953)
- Mitsuteru Watanabe, ex calciatore giapponese (Prefettura di Shizuoka, n. 1974)
- Ryōma Watanabe, calciatore giapponese (Saitama, n. 1996)
- Takeshi Watanabe, ex calciatore giapponese (Fujieda, n. 1972)
- Taku Watanabe, ex calciatore giapponese (Prefettura di Ibaraki, n. 1971)
- Tsuyoshi Watanabe, calciatore giapponese (Saitama, n. 1997)
- Yanosuke Watanabe, calciatore giapponese
- Yoshiichi Watanabe, ex calciatore giapponese (n. 1954)

## Calciatrici(1)
- Yumi Watanabe, ex calciatrice giapponese (n. 1970)

## Cantanti(3)
- Suneohair, cantante giapponese (Niigata, n. 1971)
- Hitomi Watanabe, cantante e attrice giapponese (prefettura di Kanagawa, n. 1985)
- Mayu Watanabe, cantante, attrice e modella giapponese (Saitama, n. 1994)

## Cestiste(1)
- Atsuko Watanabe, ex cestista giapponese (Nagoya, n. 1978)

## Cestisti(2)
- Hugh Watanabe, cestista statunitense (Waimanalo, n. 1998)
- Yūta Watanabe, cestista giapponese (Yokohama, n. 1994)

## Chitarristi(1)
- Kazumi Watanabe, chitarrista e compositore giapponese (Tokyo, n. 1953)

## Compositori(2)
- Michiaki Watanabe, compositore e musicista giapponese (Nagoya, n. 1925 - Tokyo, † 2022)
- Takeo Watanabe, compositore e musicista giapponese (Tokyo, n. 1933 - † 1989)

## Doppiatrici(5)
- Kumiko Nishihara, doppiatrice giapponese (Chigasaki, n. 1965)
- Akeno Watanabe, doppiatrice giapponese (Chiba, n. 1982)
- Kumiko Watanabe, doppiatrice e attrice giapponese (Prefettura di Chiba, n. 1965)
- Misa Watanabe, doppiatrice giapponese (Tokyo, n. 1964)
- Naoko Watanabe, doppiatrice giapponese (Suginami, n. 1959)

## Editori(1)
- Shōzaburō Watanabe, editore giapponese (n. 1885 - † 1962)

## Fisici(1)
- Satoshi Watanabe, fisico giapponese (Tokyo, n. 1910 - Tokyo, † 1993)

## Fumettiste(2)
- Masako Watanabe, fumettista giapponese (Tokyo, n. 1929)
- Yoshiko Watanabe, fumettista, animatrice e illustratrice giapponese (Tsingtao, n. 1943)

## Ginnaste(1)
- Hazuki Watanabe, ginnasta giapponese (Prefettura di Mie, n. 2004)

## Giocatori di football americano(1)
- Yūichi Watanabe, ex giocatore di football americano e allenatore di football americano giapponese (n. 1973)

## Judoka(1)
- Kiyomi Watanabe, judoka filippina (Cebu, n. 1996)

## Linguisti(1)
- Shōichi Watanabe, linguista e filologo giapponese (Tsuruoka, n. 1930 - Tokyo, † 2017)

## Lottatori(1)
- Osamu Watanabe, lottatore giapponese (Wassamu, n. 1940 - Tokyo, † 2022)

## Medici(1)
- Tsutomu Watanabe, medico e microbiologo giapponese (Gifu, n. 1923 - † 1972)

## Militari(2)
- Watanabe Hajime, militare giapponese (n. 1534 - † 1612)
- Mutsuhiro Watanabe, militare giapponese (n. 1918 - † 2003)

## Modelle(1)
- Anne Watanabe, modella e attrice giapponese (Tokyo, n. 1986)

## Monaci buddhisti(1)
- Kōhō Watanabe, monaco buddhista giapponese (Aomori, n. 1942 - Kuki, † 2016)

## Nuotatori(1)
- Ippei Watanabe, nuotatore giapponese (Tsukumi, n. 1997)

## Nuotatrici(1)
- Kanako Watanabe, nuotatrice giapponese (Tokyo, n. 1996)

## Pallavoliste(2)
- Akari Watanabe, pallavolista giapponese (Adachi, n. 1992)
- Miho Watanabe, ex pallavolista giapponese (Takatsuki, n. 1989)

## Pattinatori di short track(1)
- Keita Watanabe, pattinatore di short track giapponese (Kawagoe, n. 1992)

## Pattinatrici artistiche su ghiaccio(1)
- Emi Watanabe, ex pattinatrice artistica su ghiaccio giapponese (Tokyo, n. 1959)

## Pattinatrici di short track(1)
- Aoi Watanabe, pattinatrice di short track giapponese (Tokyo, n. 1999)

## Piloti motociclistici(2)
- Hyūga Watanabe, pilota motociclistico giapponese (Shizuoka, n. 1994)
- Kazuma Watanabe, pilota motociclistico giapponese (Tochigi, n. 1990)

## Registi(4)
- Ayumu Watanabe, regista e animatore giapponese (Tokyo, n. 1966)
- Hiroshi Watanabe, regista e animatore giapponese
- Shin'ichi Watanabe, regista, sceneggiatore e animatore giapponese (Yokohama, n. 1964)
- Shin'ichirō Watanabe, regista, sceneggiatore e produttore cinematografico giapponese (Kyoto, n. 1965)

## Soprani(1)
- Yōko Watanabe, soprano giapponese (n. 1953 - Milano, † 2004)

## Sportivi(1)
- Akira Watanabe, sportivo giapponese (Tokyo, n. 1984)

## Supercentenari(1)
- Chitetsu Watanabe, supercentenario giapponese (Niigata, n. 1907 - Niigata, † 2020)

## Tennisti(1)
- Kōji Watanabe, ex tennista giapponese (Ashiya, n. 1942)

## Wrestler(2)
- Evil, wrestler giapponese (Mishima, n. 1987)
- Tojo Yamamoto, wrestler statunitense (Kaanapali, n. 1927 - Hermitage, † 1992)